# František Patočka (spisovatel)
František Patočka (27. října 1836 Vysoké nad Jizerou – 5. října 1906 Praha) byl český pedagog a spisovatel.

## Život
Po praxi na venkově a v Táboře učil od roku 1872 jako středoškolský profesor latiny a řečtiny na c. k. reálném dívčím a vyšším gymnáziu v Praze na Novém Městě. Později byl jmenován c. a k. školním radou. Oženil se s Janou (Johannou), rozenou Hampejsovou (1838–1921), s níž žil v bezdětném manželství až do smrti. Jana Patočková působila jako spolková činovnice, osvětová pracovnice ženského hnutí.
Kromě školy se věnoval práci spisovatele a redaktora. K novočeskému vydání připravil roku 1870 Komenského Orbis pictus. Byl autorem sbírky českých bajek pro mládež. Pro školní účely přeložil z latiny spis Cornelia Nepota (1873) a vytvořil latinsko-český slovník k latinskému výboru ze spisů Tita Livia: Ab urbe condita librorum partes selectae (1888). Opakovaných vydání se dočkaly jeho školní učebnice latiny (Stručná mluvnice jazyka latinského, 1874) nebo upravoval a doplňoval texty svých předchůdců (František Otakar Novotný: Latinská cvičebná kniha, vydání z r. 1888; a další).
Od roku 1854 patřil k přispívajícím členům společnosti Českého musea, v jeho ediční řadě Bibliotheca pak vydával některé své knížky.

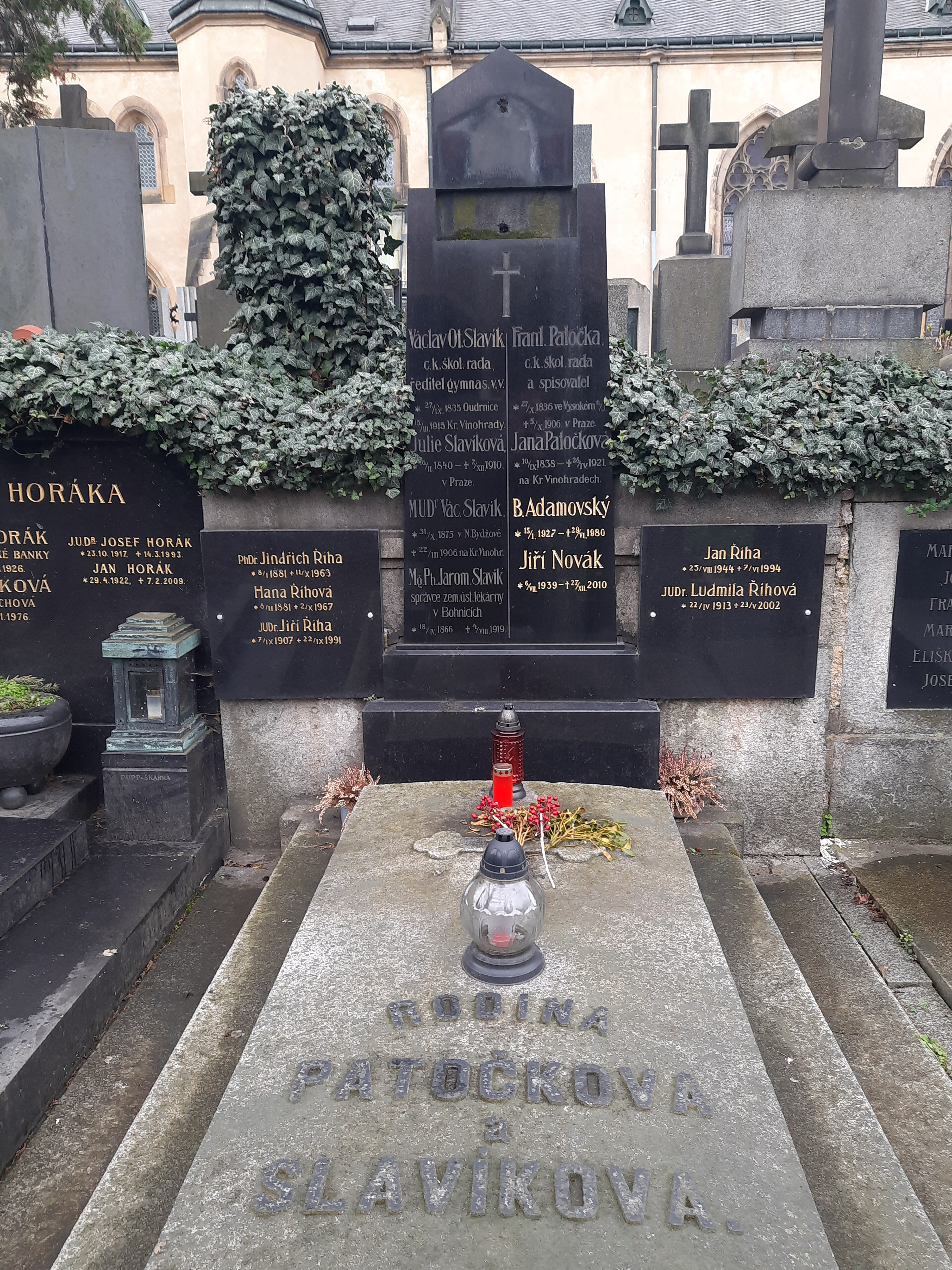
Hrobka rodiny Slavíkovy a Patočkovy na Vyšehradském hřbitově

Zemřel roku 1906 v Praze. Pohřben byl v rodinné hrobce na Vyšehradském hřbitově.

## Dílo
- České bajky, na základě českých přísloví. Vydal František Bačkovský Praha 1899[4]
- Orbis pictus v řeči české a německé[5] (1870)
- Orbis pictus v řeči české a německé[6] (1873)
- Orbis pictus v řeči české a německé[7] (1877)

### Texty ve středoškolské čítance
- Čtvero lidských věků podle řeckého bájesloví*
- Daedalus a Ikarus